# Draconarius absentis
Draconarius absentis är en spindelart som beskrevs av Wang 2003. Draconarius absentis ingår i släktet Draconarius och familjen mörkerspindlar. Inga underarter finns listade i Catalogue of Life.